# Guillaume Martin
Guillaume Martin (París, 9 de junio de 1993) es un ciclista profesional y filósofo francés. Como ciclista, es miembro del equipo Groupama-FDJ.

## Palmarés
2015
- Lieja-Bastoña-Lieja sub-23
- 1 etapa del Tour del Porvenir

2017
- 1 etapa del Tour de Limousin[2]
- Tour de Gévaudan Languedoc-Roussillon, más 1 etapa
- Giro de Toscana, más 1 etapa

2018
- Circuito de la Sarthe, más 1 etapa

2019
- 1 etapa del Giro de Sicilia[3]

2020
- Clasificación de la montaña de la Vuelta a España

2021
- Mercan'Tour Classic Alpes-Maritimes

2022
- Tour de l'Ain, más 1 etapa

2025
- Clásica Grand Besançon Doubs
- Tour de Jura

## Resultados en Grandes Vueltas y Campeonatos del Mundo
Durante su carrera deportiva ha conseguido los siguientes puestos en las Grandes Vueltas. 
| Carrera         | Carrera         | 2016 | 2017 | 2018 | 2019 | 2020 | 2021 | 2022 | 2023 | 2024 | 2025 |
| --------------- | --------------- | ---- | ---- | ---- | ---- | ---- | ---- | ---- | ---- | ---- | ---- |
|                 | Giro de Italia  | —    | —    | —    | —    | —    | —    | 14.º | —    | —    | —    |
|                 | Tour de Francia | —    | 23.º | 21.º | 12.º | 11.º | 8.º  | Ab.  | 10.º | 13.º | 16.º |
|                 | Vuelta a España | —    | —    | —    | —    | 14.º | 9.º  | —    | —    | 15.º | —    |
| Mundial en Ruta | Mundial en Ruta | —    | —    | —    | —    | 13.º | —    | —    | —    | —    | —    |

—: no participa

Ab.: abandono

## Equipos
- Sojasun (stagiaire) (2013)[4]
- FDJ.fr (stagiaire) (2014)[4]
- Wanty-Groupe Gobert (2016-2019)
  - Wanty-Groupe Gobert (2019-2018)
  - Wanty-Gobert Cycling Team (2019)
- Cofidis (2020-2024)
- Groupama-FDJ[5] (2025-)

## Obras
- Platón Vs. Platoche (Platon Vs. Platoche), 2019
- Sócrates en bicicleta (Socrate à vélo), 2020
- La sociedad del pelotón (La société du peloton),[6] 2022